# Uperoleia russelli
Uperoleia russelli är en groddjursart som först beskrevs av Arthur Loveridge 1933.  Uperoleia russelli ingår i släktet Uperoleia och familjen Myobatrachidae. IUCN kategoriserar arten globalt som livskraftig. Inga underarter finns listade i Catalogue of Life.